# Coupe UEFA 1974-1975
Navigation
Édition précédente Édition suivante
La Coupe UEFA 1974-1975 est la quatrième édition de la Coupe de l'UEFA, qui oppose les meilleurs clubs européens qualifiés grâce aux résultats de leur championnat national. Cette édition voit le Borussia Mönchengladbach s'imposer en finale contre la formation néerlandaise du FC Twente, qui atteint là sa première finale continentale. C'est le premier titre européen du Borussia, deux ans après sa finale perdue dans la même compétition face à Liverpool. C'est la première victoire d'un club ouest-allemand en Coupe de l'UEFA.
L'attaquant du Borussia, Jupp Heynckes, remporte le titre de meilleur buteur avec onze réalisations et réalise la performance de marquer trois buts lors de la large victoire en finale retour, sur la pelouse du FC Twente (5 buts à 1).
Comme depuis deux saisons, il n'y a pas d'équipe albanaise lors de cette édition. L'Autriche et les Pays-Bas obtiennent le droit de qualifier trois clubs, au détriment de l'Écosse et de la Belgique, qui n'en envoient que deux.
Le tenant du titre, l'équipe néerlandaise du Feyenoord Rotterdam, ne participe pas à la compétition car il est qualifié pour la Coupe des clubs champions à la suite de son titre de champion des Pays-Bas.
L'Allemagne de l'Ouest et les Pays-Bas dominent la compétition puisque les quatre clubs ouest-allemands et les trois équipes néerlandaises atteignent les huitièmes de finale.

## Trente-deuxièmes de finale
| Équipe 1                | Résultat        | Équipe 2                          | Aller | Retour |
| ----------------------- | --------------- | --------------------------------- | ----- | ------ |
| Olympique lyonnais      | 11 - 1          | FA Red Boys Differdange           | 7 - 0 | 4 - 1  |
| FC Nantes               | 3 - 2           | CWKS Legia Varsovie               | 2 - 2 | 1 - 0  |
| SC Rapid                | 3 - 2           | AS Thessalonique Áris PAE         | 3 - 1 | 0 - 1  |
| Hambourg SV             | 4 - 0           | Bohemian FC                       | 3 - 0 | 1 - 0  |
| SSW Innsbruck           | 2 - 4           | Borussia VfL 1900 Mönchengladbach | 2 - 1 | 0 - 3  |
| 1. FC Cologne           | 9 - 2           | Kokkola PV                        | 5 - 1 | 4 - 1  |
| SK Sturm Durisol Graz   | 2 - 2e          | Royal Anvers FC                   | 2 - 1 | 0 - 1  |
| Boluspor Kulübü         | 0 - 4           | CS Dinamo Bucarest                | 0 - 1 | 0 - 3  |
| FK Etar                 | 0 - 3           | FC Inter Milan                    | 0 - 0 | 0 - 3  |
| KS Górnik Zabrze        | 2 - 5           | FK Partizan                       | 2 - 2 | 0 - 3  |
| FK Spartak Moscou       | 3 - 3e          | RŠD Velež Mostar                  | 3 - 1 | 0 - 2  |
| IK Start                | 1 - 7           | Djurgården IF FF                  | 1 - 2 | 0 - 5  |
| Lokomotiv Plovdiv       | 4 - 4 (8 -9tab) | Rába Vasas ETO                    | 3 - 1 | 1 - 3  |
| Vitória FC              | 1 - 5           | Real Saragosse CD                 | 1 - 1 | 0 - 4  |
| Beşiktaş JK             | 2 - 3           | CS Steagul Roșu Brașov            | 2 - 0 | 0 - 3  |
| Rosenborg BK            | 3 - 12          | Hibernian FC                      | 2 - 3 | 1 - 9  |
| Randers SK Freja        | 1 - 1e          | SG Dynamo Dresde                  | 1 - 1 | 0 - 0  |
| Östers IF               | 4 - 4e          | FK Dynamo Moscou                  | 3 - 2 | 1 - 2  |
| KP Valur                | 1 - 2           | Portadown FC                      | 0 - 0 | 1 - 2  |
| Derby County FC         | 6 - 2           | Servette FC                       | 4 - 1 | 2 - 1  |
| AS Dukla Prague         |                 | PO Larnaca forfait                |       |        |
| Ipswich Town FC         | 3 - 3e          | FC Twente                         | 2 - 2 | 1 - 1  |
| Stoke City FC           | 1 - 1e          | AFC Ajax                          | 1 - 1 | 0 - 0  |
| RWD Molenbeek           | 5 - 2           | Dundee FC                         | 1 - 0 | 4 - 2  |
| FC Amsterdam            | 12 - 0          | Hibernians FC                     | 5 - 0 | 7 - 0  |
| Grasshopper Club Zurich | 3 - 2           | Panathinaïkós AÓ                  | 2 - 0 | 1 - 2  |
| Real Sociedad de Fútbol | 0 - 5           | TJ Baník Ostrava OKD              | 0 - 1 | 0 - 4  |
| AC Talmone Torino       | 2 - 4           | Düsseldorf TSV Fortuna 1895       | 1 - 1 | 1 - 3  |
| SSC Naples              | 3 - 1           | Videoton SC                       | 2 - 0 | 1 - 1  |
| FC Vorwärts Francfort   | 2 - 4           | Juventus FC                       | 2 - 1 | 0 - 3  |
| FC Porto                | 5 - 4           | Wolverhampton Wanderers FC        | 4 - 1 | 1 - 3  |
| Copenhague BK           | 3 - 6           | Club Atlético Madrid              | 3 - 2 | 0 - 4  |

## Seizièmes de finale
| Équipe 1                          | Résultat       | Équipe 2                    | Aller | Retour   |
| --------------------------------- | -------------- | --------------------------- | ----- | -------- |
| Borussia VfL 1900 Mönchengladbach | 6 - 2          | Olympique lyonnais          | 1 - 0 | 5 - 2    |
| FC Nantes                         | 1 - 2          | TJ Baník Ostrava OKD        | 1 - 0 | 0 - 2 ap |
| FC Inter Milan                    | 1 - 2          | FC Amsterdam                | 1 - 2 | 0 - 0    |
| CS Dinamo Bucarest                | 3 - 4          | 1. FC Cologne               | 1 - 1 | 2 - 3    |
| SG Dynamo Dresde                  | 1 - 1 (4-3tab) | FK Dynamo Moscou            | 1 - 0 | 0 - 1    |
| Rába Vasas ETO                    | 2 - 3          | Düsseldorf TSV Fortuna 1895 | 2 - 0 | 0 - 3    |
| Djurgården IF FF                  | 1 - 5          | AS Dukla Prague             | 0 - 2 | 1 - 3    |
| FC Twente                         | 3 - 1          | RWD Molenbeek               | 2 - 1 | 1 - 0    |
| AFC Ajax                          | 2e - 2         | Royal Anvers FC             | 1 - 0 | 1 - 2    |
| Derby County FC                   | 4 - 4 (7-6tab) | Club Atlético Madrid        | 2 - 2 | 2 - 2    |
| SC Rapid                          | 1 - 2          | RŠD Velež Mostar            | 1 - 1 | 0 - 1    |
| SSC Naples                        | 2 - 0          | FC Porto                    | 1 - 0 | 1 - 0    |
| Grasshopper Club Zurich           | 2 - 6          | Real Saragosse CD           | 2 - 1 | 0 - 5    |
| FK Partizan                       | 6 - 1          | Portadown FC                | 5 - 0 | 1 - 1    |
| Hibernian FC                      | 2 - 8          | Juventus FC                 | 2 - 4 | 0 - 4    |
| Hambourg SV                       | 10 - 1         | CS Steagul Roșu Brașov      | 8 - 0 | 2 - 1    |

## Huitièmes de finale
| Équipe 1                          | Résultat | Équipe 2                    | Aller | Retour |
| --------------------------------- | -------- | --------------------------- | ----- | ------ |
| SSC Naples                        | 1 - 3    | TJ Baník Ostrava OKD        | 0 - 2 | 1 - 1  |
| Hambourg SV                       | 6 - 3    | SG Dynamo Dresde            | 4 - 1 | 2 - 2  |
| AS Dukla Prague                   | 3 - 6    | FC Twente                   | 3 - 1 | 0 - 5  |
| FK Partizan                       | 2 - 5    | 1. FC Cologne               | 1 - 0 | 1 - 5  |
| Borussia VfL 1900 Mönchengladbach | 9 - 2    | Real Saragosse CD           | 5 - 0 | 4 - 2  |
| FC Amsterdam                      | 5 - 1    | Düsseldorf TSV Fortuna 1895 | 3 - 0 | 2 - 1  |
| Juventus FC                       | 2e - 2   | AFC Ajax                    | 1 - 0 | 1 - 2  |
| Derby County FC                   | 4 - 5    | RŠD Velež Mostar            | 3 - 1 | 1 - 4  |

## Quarts de finale
| Équipe 1             | Résultat | Équipe 2                          | Aller | Retour |
| -------------------- | -------- | --------------------------------- | ----- | ------ |
| Juventus FC          | 2 - 0    | Hambourg SV                       | 2 - 0 | 0 - 0  |
| 1. FC Cologne        | 8 - 3    | FC Amsterdam                      | 5 - 1 | 3 - 2  |
| RŠD Velež Mostar     | 1 - 2    | FC Twente                         | 1 - 0 | 0 - 2  |
| TJ Baník Ostrava OKD | 1 - 4    | Borussia VfL 1900 Mönchengladbach | 0 - 1 | 1 - 3  |

## Demi-finales
| Équipe 1      | Résultat | Équipe 2                          | Aller | Retour |
| ------------- | -------- | --------------------------------- | ----- | ------ |
| FC Twente     | 4- 1     | Juventus FC                       | 3 - 1 | 1 - 0  |
| 1. FC Cologne | 1 - 4    | Borussia VfL 1900 Mönchengladbach | 1 - 3 | 0 - 1  |

## Finale
| Équipe 1                          | Résultat | Équipe 2  | Aller | Retour |
| --------------------------------- | -------- | --------- | ----- | ------ |
| Borussia VfL 1900 Mönchengladbach | 5 - 1    | FC Twente | 0 - 0 | 5 - 1  |